# Onno Kuipers
Onno Kuipers (16 juni 1965) is een Nederlandse accordeonist die op zijn 8e jaar al begonnen is op zijn instrument. Hij werd daarbij geïnspireerd door zijn oom Rens van der Zalm.
Rens speelde met Alfred den Ouden en Kristien Dehollander, oprichters van het Dranouter folkfestival.
In hun Folkcafé de Zon trad Onno voor het eerst op samen met zijn broer Walter Kuipers. Walter had als een gek accordeon geoefend, maar ging later viool spelen.
Toen hij 18 jaar was heeft Onno zich verdiept in Django Reinhardt-jazz en veel optredens gehad met diverse bandjes zoals: Kick Wilstra, After Four, Soapsounds, altijd met Sjouke de Boer (gitaar). Hij werd ook begeleider bij de dansgroepen Pieremachochel, Utrechts Morris Team en Hupsakee.
Eind 1990 werd hij door Hans 'Homesick' de Vries gevraagd om met cajun-sessies mee te doen en zo ontstond de groep Louisiana Radio, waar hij 10 jaar mee getoerd heeft op allerlei plaatsen in binnen- en buitenland.
In de jaren 90 heeft hij ook studio-sessies gedaan voor Rob de Nijs, Major Dundee, Lafayete, Gé Reinders, Toon Hermans, Dimitri van Toren, Normaal en getoerd met de folk-groep Amadán met Robert en Bert Pfeiffer en Mark Gilligan.
Toen Louisiana Radio in 2000 stopte werd hij gevraagd door Danny Guinan om met Siard de Jong, Léon Klaase en Ronald de Jong op stap te gaan. In augustus 2006 vroegen de 4Tuoze Matroze Onno om met hen op tournee te gaan.
Met zijn broer Walter en Paul Martin staat hij regelmatig op het podium met The Twangmen. In 2007 en 2008 toerde hij samen met Walter als begeleider van diens vrouw Marjolein Meijers' show Solex door Nederland.